# Colombia Open 2013
Il Colombia Open 2013, noto anche come Claro Open Colombia per motivi di sponsorizzazione, è stata la 1ª edizione del torneo Colombia Open facente parte dell'ATP World Tour 250 series nell'ambito dell'ATP World Tour 2013. Il torneo si è giocato sul cemento al Centro de Alto Rendimiento di Bogotà in Colombia, dal 15 al 21 luglio 2013.

## Partecipanti ATP

### Teste di serie
| Nazionalità | Giocatore              | Ranking* | Testa di serie |
| ----------- | ---------------------- | -------- | -------------- |
| Serbia      | Janko Tipsarević       | 14       | 1              |
| Sudafrica   | Kevin Anderson         | 22       | 2              |
| Paesi Bassi | Igor Sijsling          | 55       | 3              |
| Francia     | Édouard Roger-Vasselin | 71       | 4              |
| Francia     | Adrian Mannarino       | 76       | 5              |
| Colombia    | Santiago Giraldo       | 82       | 6              |
| Slovenia    | Aljaž Bedene           | 87       | 7              |
| Belgio      | Xavier Malisse         | 88       | 8              |

* Le teste di serie sono basate sul ranking dell'8 luglio 2013.

### Altri partecipanti
I seguenti giocatori hanno ricevuto una wild card per il tabellone principale: 
- Nicolás Barrientos
- Carlos Salamanca
- Eduardo Struvay

I seguenti giocatori sono passati dalle qualificazioni:

- Víctor Estrella Burgos
- Emilio Gómez
- Chris Guccione
- Juan Ignacio Londero

## Campioni

### Singolare maschile
Ivo Karlović ha sconfitto in finale  Alejandro Falla per 6-3, 7–6(4).
- È il quinto titolo in carriera per Karlović.

### Doppio maschile
Purav Raja /  Divij Sharan hanno battuto in finale  Édouard Roger-Vasselin /  Igor Sijsling per 7–6(4), 7–6(3).